# Lupiac
Lupiac è un comune francese di 310 abitanti situato nel dipartimento del Gers nella regione dell'Occitania.
Il villaggio è noto per aver dato i natali al militare francese a cui si ispira il romanzo de I Tre Moschettieri Charles de Batz de Castelmore d'Artagnan.

## Società

### Evoluzione demografica
Abitanti censiti